# Algimantas Nasvytis
Algimantas Nasvytis (8 de abril de 1928 – 27 de julio de 2018) fue un arquitecto lituano. Fue un activista proindependencia del movimiento Sąjūdis y sirvió en el ministro de Construcción y Desarrollo urbano del primer Gobierno de Lituania una vez declarada la independencia de la Unión Soviética. 

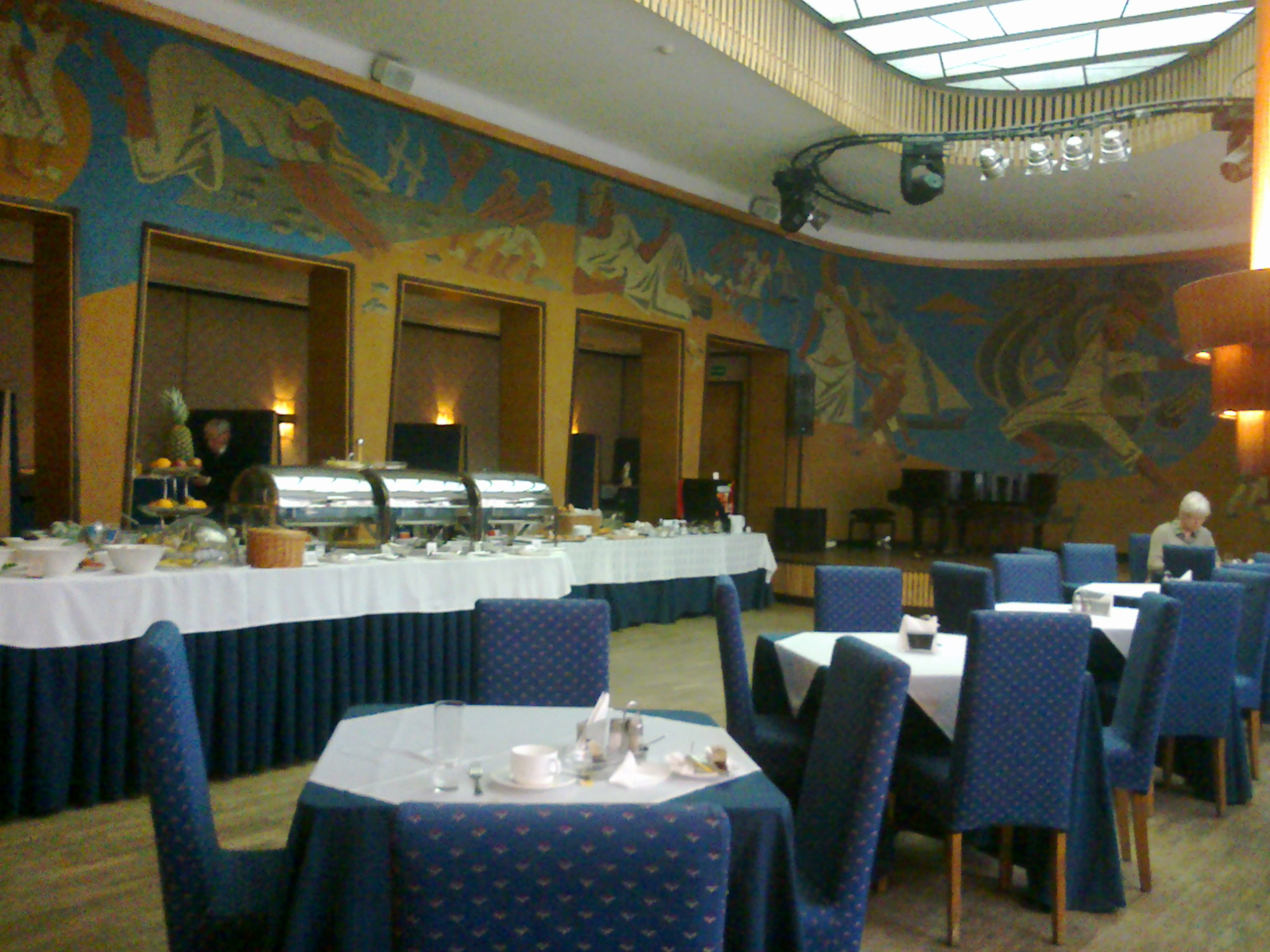
El restaurante Neringa en Vilnius, diseñado por Nasvytis

En 1946 Nasvytis se apuntó al Instituto de Arte de Lituania (ahora Academia de Bellas Artes de Vilna). Algunos de sus trabajos incluyen el Café y Hotel Neringa en Vilnius (1960), planes de zonificación detallados para Vilnius (1971–1979), Palacio del Seimas (1982), el Teatro Nacional de Drama de Lituania (1982), Hotel Lietuva (1983), el Puente Blanco sobre el río Neris (1995), Akrópolis (2002). Nasvytis cooperó frecuentemente con su hermano genelo Vytautas Nasvytis. En 1978, Nasvytis comenzó a dar clases en la Universidad Técnica Gediminas de Vilnius y en 1993 consiguió el título de profesor. Desde 1993 a 1996 fue el jefe de la Unión de Arquitectos de Lituania.